# Orinoko
Orinoko (hiszp. Río Orinoco) – rzeka w Wenezueli, na krótkim odcinku wyznaczająca granicę tego kraju z Kolumbią.
Wypływa z gór południowej Wenezueli (pasmo Serranía de Parima w Parku Narodowym Parima-Tapirapecó) i zatacza wielkie półkole wokół Wyżyny Gujańskiej, uchodząc deltą do Atlantyku naprzeciw Trynidadu. Środkowa część wylewa w porze deszczowej tworząc jedne z największych bagien na świecie i zróżnicowanych ekoregionów na Ziemi – llanos. W porze deszczowej Orinoko przelewa się poprzez rzeki Casiquiare i Rio Negro do Amazonki.
Ważniejsze dopływy:
- lewobrzeżne
  - Guaviare
  - Meta
  - Apure

- prawobrzeżne
  - Arauca
  - Ventuari
  - Caura
  - Caroní
  - Vichada

Na wyżynnych terenach dorzecza spotyka się zerodowane wzgórza - tepui. Z jednego z nich spada najwyższy wodospad na świecie Salto Angel.